# Hospital Universitário Pedro Ernesto
O Hospital Universitário Pedro Ernesto (HUPE) é o hospital universitário da Universidade do Estado do Rio de Janeiro (UERJ). Foi inaugurado no ano de 1950, sendo parte da rede hospitalar da Secretaria de Saúde do então Distrito Federal. Em 1962 passou a integrar a Universidade do Estado da Guanabara (UEG), que mais tarde se tornaria a UERJ.